# Auguste Marchais
Auguste Marchais (Parigi, 4 ottobre 1872 – Courbevoie, 16 novembre 1952) è stato un maratoneta francese.
Partecipò alla maratona delle Olimpiadi 1900 di Parigi ma non riuscì a completare la corsa.